# Dag och natt
Dag och natt är en svensk dramafilm från 2003 i regi av Simon Staho.

## Handling
Dag och natt handlar om människor som älskar och vill bli älskade. Det är historien om en far, hans unga son, hans otrogna hustru, hennes hemlige älskare, hans unga älskarinna, hans ensamma syster, hans dementa mor, en fanatisk fotbollstränare, en gravid prostituerad och en ängel förklädd till en gammal man. Thomas vill ta sitt liv, han åker omkring i en bil och tar adjö till sina närmaste. 

## Om filmen
Dag och natt hade publikpremiär den 6 augusti 2004. Filmen utspelar sig till största delen i en bil som huvudpersonen Thomas (Mikael Persbrandt) åker runt i innan han ska ta sitt liv. På vägen ska han ta farväl till alla.

## Kritik
För första gången på länge går åtminstone mina tankar till Ingmar Bergman, inte spelfilmernas överdådiga bild- och berättarbergman men tv-filmernas renodlade kammarspelsbergman, till Enskilda samtal och Saraband. Liksom i dem koncentrerar sig Simon Staho på en väl genomarbetad dialog och spelet i skådespelarnas ansikten medan han lämnar den yttre dramatiken därhän (Betyg: 5 tärningar) Jeanette Gentele, Svenska Dagbladet
Göran Everdahl på Gomorron Sverige gav filmen två klappor av fem.

## Rollista
| Mikael Persbrandt | – Thomas           |
| Sam Kessel        | – Son              |
| Pernilla August   | – Syster           |
| Marie Göranzon    | – Mamma            |
| Fares Fares       | – Fotbollstränare  |
| Tuva Novotny      | – Desiré           |
| Michael Nyqvist   | – Bästa kompis     |
| Hans Alfredson    | – Ängel            |
| Maria Bonnevie    | – Älskarinna       |
| Lena Endre        | – Exfru            |
| Erland Josephson  | – Berättare (röst) |